# Mistrzostwa Świata w Gimnastyce Artystycznej 1996
20. Mistrzostwa Świata w Gimnastyce Artystycznej odbyły się w dniach od 19 do 23 czerwca 1996 roku w Budapeszcie. Polska nie była reprezentowana przez żadne gimnastyczki.

## Tabela medalowa
| Miejsce | Państwo   | Złoto | Srebro | Brąz | Razem |
| ------- | --------- | ----- | ------ | ---- | ----- |
| 1       | Ukraina   | 2     | 2      | 1    | 5     |
| 2       | Białoruś  | 2     | 1      | 3    | 6     |
| 3       | Rosja     | 1     | 4      | 0    | 5     |
| 4       | Bułgaria  | 1     | 1      | 2    | 4     |
| 5       | Hiszpania | 1     | 1      | 0    | 2     |

## Medalistki
| Konkurencja:                        | Złoto:                | Srebro:                                         | Brąz:              |
| Układy indywidualne                 |                       |                                                 |                    |
| ćwiczenia z piłką                   | Kateryna Serebriańska | Larisa Łukjanenko Maria Pietrowa Amina Zaripowa |                    |
| ćwiczenia z maczugami               | Amina Zaripowa        | Olena Witryczenko                               | Maria Pietrowa     |
| ćwiczenia ze wstążką                | Olena Witryczenko     | Janina Batyrczyna                               | Jewgienija Pawlina |
| ćwiczenia ze skakanką               | Larisa Łukjanenko     | Kateryna Serebriańska                           | Diana Popowa       |
| Drużynowe układy zbiorowe           |                       |                                                 |                    |
| wielobój                            | Bułgaria              | Hiszpania                                       | Białoruś           |
| ćwiczenia z 3 piłkami i 2 wstążkami | Hiszpania             | Rosja                                           | Białoruś           |
| ćwiczenia z obręczami               | Białoruś              | Rosja                                           | Ukraina            |